# Manhattan (gioco)
Manhattan è un gioco da tavolo ideato da Andreas Seyfarth del 1994. Ogni giocatore è chiamato a costruire grattacieli in 6 quartieri di Manhattan, cercando di essere il costruttore degli edifici più alti a fine partita.

## Premi
Manhattan ha vinto il premio Spiel des Jahres nell'edizione del 1994.